# Juegos de las Islas de 2005
Los Juegos de las Islas en su XI edición se celebraron en Shetland, Escocia, entre el 9 de julio y el 15 de julio de 2005. En estos juegos participaron 24 islas miembros, de entre los cuales, los mejores clasificados fueron Guernsey, Isla de Man y Jersey.

## Islas participantes
| Åland        | Alderney       | Anglesey (Ynys Môn)       | Hébridas Exteriores |
| Bermuda      | Islas Malvinas | Islas Feroe               | Frøya               |
| Gibraltar    | Gotland        | Groenlandia               | Guernsey            |
| Hitra        | Isla de Man    | Isla de Wight             | Jersey              |
| Islas Caimán | Órcadas        | Isla del Príncipe Eduardo | Rodas               |
| Saaremaa     | Sark           | Shetland                  | Santa Helena        |

## Deportes
- Atletismo
- Bádminton
- Bolo americano
- Ciclismo
- Fútbol (ver Fútbol en los Juegos de las Islas)
- Golf
- Gimnasia
- Natación
- Squash
- Tenis de mesa
- Tiro con arco
- Tiro olímpico
- Vela
- Vóleibol

## Medallero
| Medallero | Medallero                 | Medallero | Medallero | Medallero | Medallero |
| Platz     | Isla(s)                   | O         | P         | B         | Total     |
| --------- | ------------------------- | --------- | --------- | --------- | --------- |
| 1         | Guernsey                  | 40        | 38        | 29        | 107       |
| 2         | Isla de Man               | 34        | 35        | 23        | 92        |
| 3         | Jersey                    | 33        | 28        | 32        | 93        |
| 4         | Bermuda                   | 16        | 16        | 14        | 46        |
| 5         | Islas Feroe               | 14        | 11        | 20        | 45        |
| 6         | Gotland                   | 12        | 6         | 12        | 30        |
| 7         | Shetland                  | 10        | 14        | 22        | 46        |
| 8         | Islas Caimán              | 7         | 6         | 5         | 18        |
| 9         | Gibraltar                 | 7         | 5         | 4         | 16        |
| 10        | Isla de Wight             | 4         | 6         | 14        | 24        |
| 11        | Anglesey (Ynys Môn)       | 4         | 2         | 2         | 8         |
| 12        | Åland                     | 3         | 8         | 6         | 17        |
| 13        | Saaremaa                  | 3         | 3         | 1         | 7         |
| 14        | Rodas                     | 3         | 2         | 2         | 7         |
| 15        | Órcadas                   | 2         | 3         | 5         | 10        |
| 16        | Sark                      | 1         | 3         | 1         | 5         |
| 17        | Groenlandia               | 1         | 2         | 3         | 6         |
| 18        | Hébridas Exteriores       | 0         | 1         | 5         | 6         |
| 19        | Alderney                  | 0         | 1         | 2         | 3         |
| -         | Islas Malvinas            | 0         | 0         | 0         | 0         |
| -         | Frøya                     | 0         | 0         | 0         | 0         |
| -         | Hitra                     | 0         | 0         | 0         | 0         |
| -         | Isla del Príncipe Eduardo | 0         | 0         | 0         | 0         |
| -         | Santa Helena              | 0         | 0         | 0         | 0         |

## Fútbol
La anfitriona Shetland ganó su primera medalla en fútbol en unos Juegos de las Islas, al imponerse en la final a Guernsey por 2-0. El podio lo completaron las Hébridas Exteriores, que se impusieron a la Isla de Man goleando por 4-0.
Ver: Fútbol en los Juegos de las Islas